# Іл (притока Чепци)
Іл (рос. Ил) — річка в Росії, ліва притока Чепци. Протікає територією Дебьоського район Удмуртії.
Річка починається на північний захід від присілка Верхній Четкер, протікає на північ та північний схід. Впадає до Чепци на території присілка Мала Чепца. Значні ділянки проходить через лісові масиви тайги. Приймає декілька дрібних приток, найбільші з яких праві Легзінка та Кич, а також ліва Сюрсовайка.
На руслі створено декілька ставків. Над річкою розташовані населені пункти Дзілья, Такагурт та Шуралуд.